# Perna (Gattung)

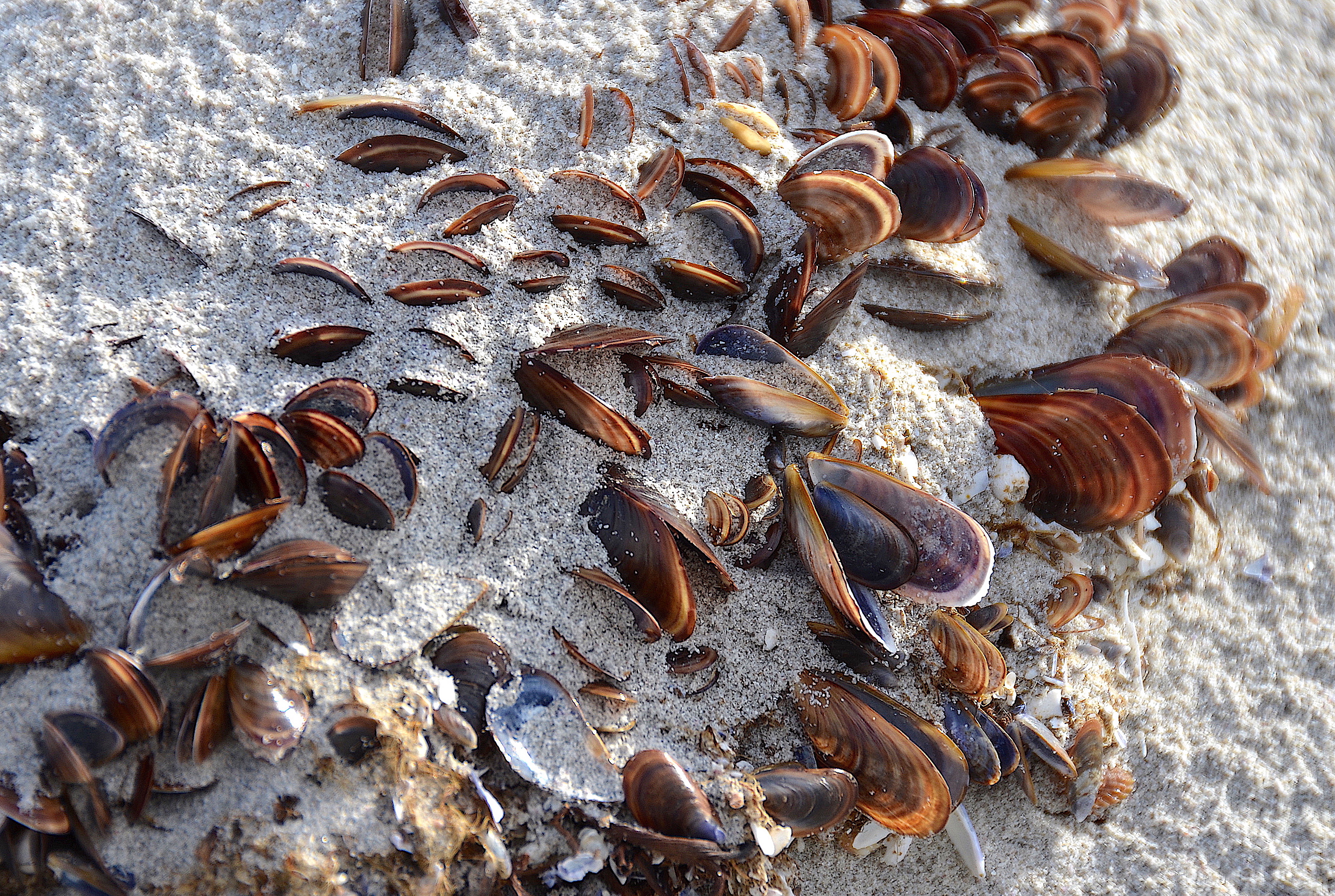
Versandete Perna-Kolonie in Südafrika

Perna ist eine Muschel-Gattung aus der Familie der Miesmuscheln (Mytilidae). Die Gattung ist seit dem Eozän (Paläogen) bekannt.

## Merkmale
Die Gehäuse sind vergleichsweise groß (etwa 10 bis 15 cm, fossil bis 45 cm) mit einem stark gebogenen oder gewinkeltem Dorsalrand und einem geraden oder leicht konvex gebogenen Ventralrand. Die Schale ist relativ dünn, aber fest. Der vordere Schließmuskel bzw. der Schließmuskeleindruck fehlt. Der hintere Schließmuskel ist in zwei Bündel aufgelöst und bildet einen rundlichen vorderen Eindruck und einen größeren, flach u-förmigen hinteren Eindruck. Während der Ontogenese werden 10 bis 18 primäre Zähne gebildet, später werden sie wieder reduziert. Gewöhnlich bleiben zwei dysodonte Zähne erhalten, selten auch nur einer. Die Oberfläche bzw. Außenseite des Gehäuses ist im Wesentlichen glatt, nur mit Anwachsstreifen versehen.

### Ähnliche Gattungen
Perna kann durch das Muster der Muskeleindrücke auf der Innenseiten des Gehäuses von Mytilus unterschieden werden. In Mytilus ist der hintere Retraktormuskel ein kontinuierliches Band entlang des Mantelrandes; ein länglicher Eindruck mit einem u-förmigen Ende zum Hinterende zu, während bei Perna der Schließmuskel in zwei Eindrücke aufgelöst ist, einen rundlichen vorderen Eindruck und einen größeren, flach-u-förmigen hinteren Eindruck. Der vordere Schließmuskel ist bei Perna völlig reduziert. Dieser ist dagegen bei Mytilus, wenn auch z. T. recht klein, immer vorhanden.

## Geographische Verbreitung und Lebensweise
Die drei Arten der Gattung Perna kommen im südlichen Nordatlantik (einschließlich des Mittelmeers), dem südlichen Südatlantik, dem Indischen Ozean (einschließlich des Persischen Golfs) und dem westlichen Pazifik sowie in Neuseeland vor. Ein noch unsicherer Fossilfund, der vermutlich der Gattung Perna zuzuordnen ist, wurde auf Seymour Island in der Antarktis gemacht.
Die drei Arten leben in den tieferen Bereichen des Intertidals, des Subtidals bis in etwa 100 m Wassertiefe. In diesen Bereichen sollte das Wasser reich an Plankton und organischen Substanzen sein. Die Arten werden daher auch in brackischen Ästuaren und Mangrovenwäldern gefunden. Sie leben in den genannten Lebensräumen mit Byssus angeheftet an Felsen, Steinen, Piers, toten Schalen und sogar auf kompaktem Schlick und Sand.

## Taxonomie, Systematik und Phylogenie
Das Taxon wurde 1798 von Lorens Münter Philipson aufgestellt. Typusart ist Perna perna durch absolute Tautonymie.
- - Grünschalmuschel (Perna canaliculus (Gmelin, 1791)) (Neuseeland)
  - Perna perna (Linnaeus, 1758) (Atlantik) incl. Perna picta (Born, 1778)
  - †Perna rimosa (Lamarck, 1805) (Lutetium, Eozän)[2]
  - †Perna tetleyi (Powell & Bartrum, 1929) (Altonian, entspricht etwa Unteres Burdigalium, Neogen)
  - Perna viridis (Linnaeus, 1758) (Indo-Westpazifik, seit den 1990er Jahren Ausbreitung an der amerikanischen Ostküste)
  - Perna sp., Oberes Eozän, Seymour Island, Antarktis

Nach der molekulargenetischen Analyse von Wood et al. (2006) ist die Gattung Perna monophyletisch. Perna perna und die Grünschalmuschel sind Schwestertaxa, während Perna viridis wiederum das Schwestertaxon des Taxons Perna perna + Perna canaliculus ist. Eine von manchen Autoren anerkannte vierte rezente Art der Gattung, Perna picta (Born, 1778) unterschied sich molekulargenetisch nicht von Perna perna und wurde daher in die Synonymie von Perna perna verwiesen.